# Kōichi Wajima
Kōichi Wajima (jap. 輪島功一 Wajima Kōichi; ur. 21 kwietnia 1943 na Karafuto) – japoński bokser zawodowy, były mistrz świata organizacji WBA i WBC w wadze lekkośredniej.

## Dzieciństwo i młodość
Kōichi Wajima urodził się na wyspie Karafuto, która stała się terytorium radzieckim jako Sachalin w 1946, gdy Wajima miał 3 lata. Przeniósł się wtedy z rodziną do Shibetsu na wyspie Hokkaido. Rodzina utrzymywała się z wielkim trudem i Wajima został przeznaczony do adopcji. Mieszkał ze swoją przybraną rodziną. W młodych latach pracował jako rybak. Po ukończeniu szkoły średniej przeniósł się do Tokio, gdzie przez pewien czas pracował jako kierowca ciężarówki.

## Kariera bokserska
Zadebiutował jako zawodowy bokser w 1968, w wieku 25 lat. We wrześniu 1969 zdobył tytuł mistrza Japonii w wadze lekkośredniej. W październiku tego samego roku przegrał swą pierwszą walkę z ówczesnym mistrzem świata WBC kategorii junior półśredniej Pedro Adigue z Filipin. W 1970 stracił tytuł mistrza Japonii po przegranej z George'em Carterem, ale potem w rewanżu go odzyskał i pięciokrotnie skutecznie bronił, zanim z niego zrezygnował w 1971.
31 października 1971 pokonał w Tokio Włocha Carmelo Bossiego, zdobywając tytuł mistrza świata federacji WBI i WBC w wadze lekkośredniej. Sześciokrotnie bronił tego tytułu, zanim utracił go 4 czerwca 1974 po przegranej z Amerykaninem Oscarem Albarado. 21 stycznia 1975 pokonał w rewanżu Albarado i odzyskał tytuł, ale w marcu tego roku został pozbawiony tytułu WBC przez tę federację, zaś 7 czerwca 1975 stracił tytuł WBA przegrywając z Koreańczykiem Jae-Doo Yuh. 17 lutego 1976 pokonał przez nokaut Jae-Doo Yuh i odzyskał tytuł WBA, ale stracił go 18 maja tego roku po porażce z José Duránem z Hiszpanii. 7 czerwca 1977 próbował odzyskać tytuł w walce z Eddie Gazo z Nikaragui, ale przegrał przez nokaut i zakończył karierę.

## Po zakończeniu kariery
Wajima występował w programach telewizyjnych po zakończeniu kariery zawodniczej, a następnie został przewodniczącym wschodniojapońskiej organizacji bokserskiej i otworzył własną szkółkę pięściarską.